# Nolella limicola
Nolella limicola är en mossdjursart som först beskrevs av Franzen 1960.  Nolella limicola ingår i släktet Nolella och familjen Nolellidae. Arten är reproducerande i Sverige. Inga underarter finns listade i Catalogue of Life.